# Маккой, Фредерик
Фредерик Маккой (1817 — 16 мая 1899) — британский палеонтолог, зоолог, администратор музея, работавший в основном в Австралии. По национальности ирландец.

## Биография
Родился в Дублине в семье доктора Саймона Маккоя; точная дата рождения неизвестна, и во многих старых источниках (в частности, в 11-м издании Encyclopedia Britannica) годом рождения указан 1823 год. Получил медицинское образование в родном городе, однако с юных лет интересовался естествознанием и в особенности геологией, уже в 18 лет опубликовав работу Catalogue of Organic Remains compiled from specimens exhibited in the Rotunda at Dublin. Открыл несколько новых видов ядовитых змей (например: тайпан Маккоя).

## Награды
- Медаль Мурчисона (1879)
- Медаль Кларка[англ.] (1881)